# Carex guffroyi
Carex guffroyi är en halvgräsart som beskrevs av Augustin Abel Hector Léveillé och Alfred Perrier. Carex guffroyi ingår i släktet starrar, och familjen halvgräs.
Artens utbredningsområde är Madagaskar. Inga underarter finns listade i Catalogue of Life.